# کریس برد
کریس برد (انگلیسی: Chris Byrd؛ زادهٔ ۱۵ اوت ۱۹۷۰) بوکسور اهل ایالات متحده آمریکا است.